# Cataulacus muticus
Cataulacus muticus (лат.) — вид древесных муравьёв рода Cataulacus из подсемейства Myrmicinae (Formicidae). Юго-Восточная Азия: Малайзия, Мьянма, Никобарские острова (Индия).

## Описание
Мелкие муравьи чёрного цвета. Длина тела рабочих около 5—6 мм. Отличаются мелкими зубцами на боковой  и задней поверхности головы перед глазами и за глазами. Затылочные углы головы сильно выдаются назад с широкотреугольными заострёнными концами. Скульптура головы и груди сильно морщинистая и грубая; брюшко матовое, мелкоячеистое. Голова и переднегрудь с мелкими зубцами. Тело покрыто многочисленными отстоящими беловатыми волосками.
Проподеум округлый, без зубцов или они сильно редуцированные. Нижнечелюстные и нижнегубные щупики состоят из 5 и 3 члеников соответственно. Скапус короткий. Глаза средние, расположены в среднебоковой части головы выше средней линии. Усики рабочих состоят из 11 члеников и имеют булаву из трёх вершинных сегментов. Голова и грудь с многочисленными морщинками (шагренированная скульптура тела). Первый тергит брюшка сильно увеличенный. Стебелёк между грудкой и брюшком состоит из двух члеников: петиолюса и постпетиолюса (последний четко отделен от брюшка), жало развито, куколки голые (без кокона).
Cataulacus muticus живут в полых междоузлиях бамбука и демонстрируют два интересных типа поведения, которые помогают предотвратить случайные угрозы наводнения. После проливных дождей рабочие используют свои пробковидные головы, чтобы блокировать входы в гнезда и сточную воду, текущую в их гнезда. Второе поведение, также известное у древесных муравьёв Tetraponera attenuata, — это «communal peeing» (англ. «peeing» - «мочиться», «писать»): многие рабочие всасывают воду, оказавшуюся в гнезде, затем покидают гнездо и выделяют капли этой воды на внешнюю поверхность стебля растения. Разводят червецов Kermicus wroughtoni (Pseudococcidae), эндофитных трофобионтов. В Западной Малайзии эти муравьи живут внутри междоузлий двух видов бамбука, Gigantochloa scortechinii и Dendrocalamus asper. Образуют крупные моногинные колонии, живущие в нескольких гнёздах в близлежащих стеблях. Их полидомные семьи могут включать более чем 2000 рабочих и одну яйцекладущую матку.

## Систематика
Вид был впервые описан в 1889 году итальянским мирмекологом Карло Эмери (Италия) по материалам из Мадагаскара. Валидный статус Cataulacus muticus был подтверждён в ходе родовой ревизии, проведённой в 1974 году британским энтомологом Барри Болтоном (Британский музей естественной истории, Лондон, Великобритания), когда было уточнено систематическое положение таксона внутри рода Cataulacus. Вместе с видами
C. hispidulus, C. longinodus, C. marginatus, C. nenassus, C. setosus, C. simoni и другими принадлежит к комплексу видов granulatus group и трибе Cataulacini (или Crematogastrini). Таксон Cataulacus muticus сходен с видами Cataulacus granulatus, Cataulacus marginatus и Cataulacus hispidulus, но отличается удлинённым узелком петиоля, невооружённым проподеумом, сильно развитыми затылочными углами треугольной формы, среднего размера глазами.